# Claudio Agatemero

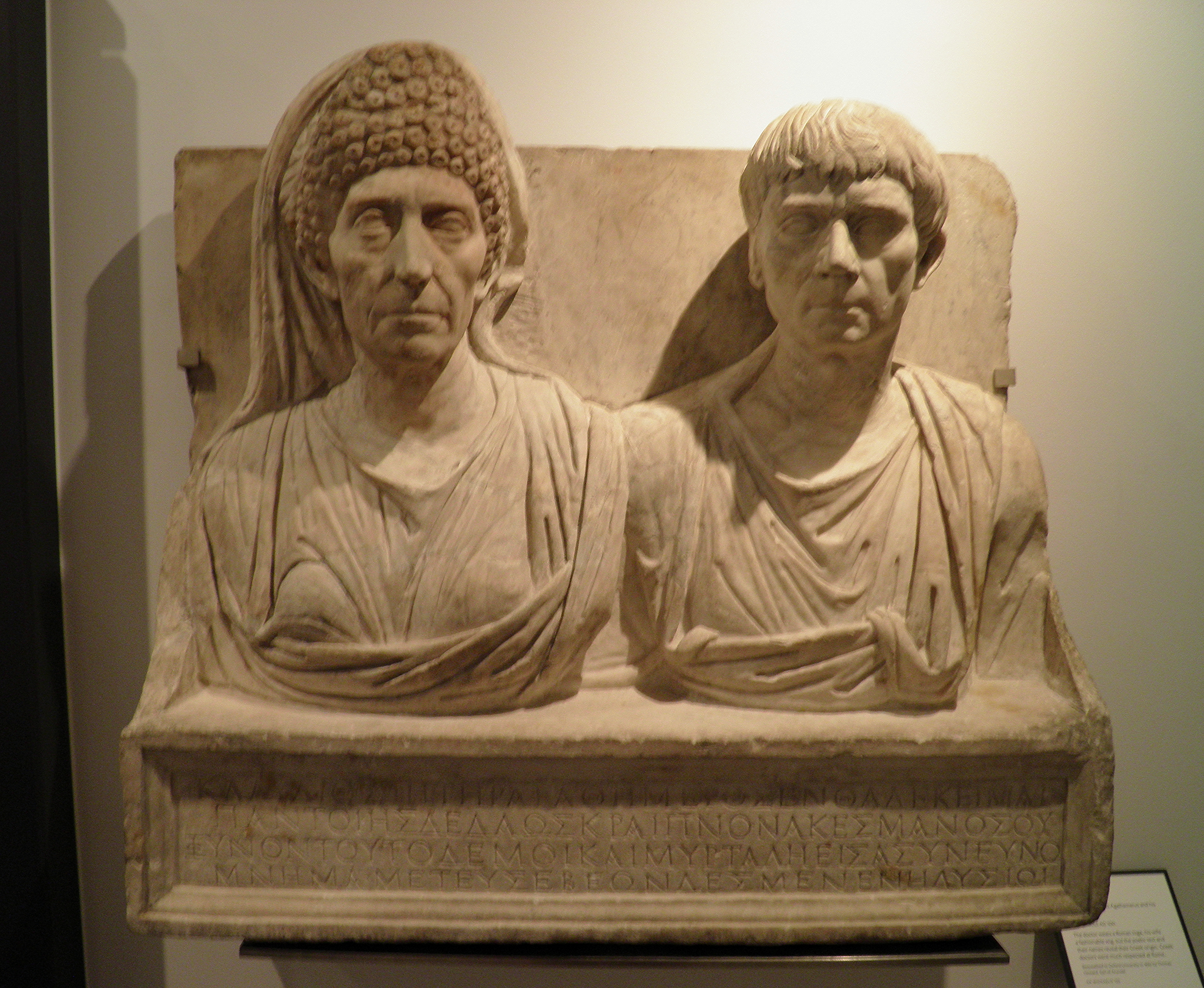
Cláudio e sua esposa Myrtale

Claudio Agatemero (em grego Κλαύδιος Ἀγαθήμερος) foi um médico grego antigo, que viveu no século I d.C..
Nasceu Esparta, foi aluno do filósofo estoico Lucio Anneo Cornuto, um liberto de Sêneca, através do qual conheceu o poeta Persio em 50 d.C. aproximadamente.
Nas antigas edições de Suetônio era mencionado com o nome de Agaterno, um erro que foi corrigido pela primeira vez por Thommas Reinesius. A informação foi conseguida graças à descoberta do sepulcro de Claudio Agatemero e de sua mulher, Myrtale. Assim estava a inscrição:
"Aqui jaz Claudio Agatemero, médico – que conhecia os remédios para cada enfermidade. – Faço erigir este monumento para mim e para minha esposa Mirtale – Estamos nos Elíseos com as almas piedosas."
Original grego:
ΚΛΑΥΔΙΟΣ ΙΗΤΗΡ ΑΓΑΘΗΜΕΡΟΣ  ΕΝΘΑΔΕ ΚΕΙΜΑΙ – ΠΑΝΤΟΙΗΣ ΔΕΔΑΩΣ ΚΡΑΙΠΝΟΝ ΑΚΕΣΜΑ ΝΟΣΟΥ –– ΞΥΝΟΝ ΤΟΥΤΟ Δ ΕΜΟΙ ΚΑΙ ΜΥΡΤΑΛΗ ΕΙΣΑ ΣΥΝΕΥΝΩ –– ΜΝΗΜΑ ΜΕΤ ΕΥΣΕΒΕΩΝ Δ ΕΣΜΕΝ ΕΝ ΗΛΥΣΙΣ
Claudio Agatemero, embora não sendo um escravo liberto, possui o praenomen romano, isso porque, come nos informa Suetônio, os espartanos eram geralmente clientes das gens Claudia.